# Keyed up
Keyed up is een studioalbum van Don Airey. Het album is opgenomen van april tot en met september 2013 in de Chapel geluidsstudio in Lincolnshire. Airey speelde toen in Deep Purple, maar van de leden van die muziekgroep is hier bijna niets terug te vinden. Het album laat hardrock horen met af en toe een bewerking van klassieke muziek.

## Musici
- Don Airey – toetsinstrumenten
- Carl Sentance - zang
- Rob Harris – gitaar
- Laurence Cottle – basgitaar
- Darrin Mooney – slagwerk

Met gasten
- Gary Moore – gitaar op What went wrong en Adagio (overleed in 2011)
- Graham Bonnett – zang op Lament/Jig
- Simon MacBride – gitaar
- Alex Meadows – basgitaar
- Tim Goodyer - slagwerk

## Muziek
| Nr. | Titel                                                                  | Duur |
| --- | ---------------------------------------------------------------------- | ---- |
| 1.  | 3 in the morning (Airey, Sentance)                                     | 4:18 |
| 2.  | Beat the retreat (Airey, Sentance)                                     | 5:55 |
| 3.  | Blue rondo à la Turk (Dave Brubeck)                                    | 5:15 |
| 4.  | Solomon’s song (Airey, Sentance)                                       | 5:38 |
| 5.  | Claire d’loon (Airey, Sentance)                                        | 5:13 |
| 6.  | Flight of inspiration (Airey, Sentance)                                | 4:34 |
| 7.  | Inside the Godbox (Airey)                                              | 0:37 |
| 8.  | Difficult to cure 2013 (Roger Glover, Smith, Airey, Ritchie Blackmore) | 5:44 |
| 9.  | Mini suite                                                             | 7:03 |
| 10. | Adagio (traditional)                                                   | 5:24 |
| 11. | Grace (Airey, Sentace)                                                 | 4:19 |

Blue rondo à la Turk is een knipoog naar Keith Emerson en The Nice. Difficult to cure 2013 is een nieuwe versie van een nummer van Rainbow, waarin opgenomen de dubbelfuga van Ludwig van Beethoven. Mini suite bestaat uit Lament/Jig, Restless spirit en What went wrong. Restless spirit is een medley van nummers van Colosseum. Adagio werd opgenomen in september 2009; What went wrong in januari 2010.